# Chavanoz
Chavanoz is een gemeente in het Franse departement Isère (regio Auvergne-Rhône-Alpes). De plaats maakt deel uit van het arrondissement Vienne. Chavanoz telde op 1 januari 2022 5.090 inwoners.

## Geografie
De oppervlakte van Chavanoz bedroeg op 1 januari 2022 8,24 vierkante kilometer; de bevolkingsdichtheid was toen 617,7 inwoners per km².

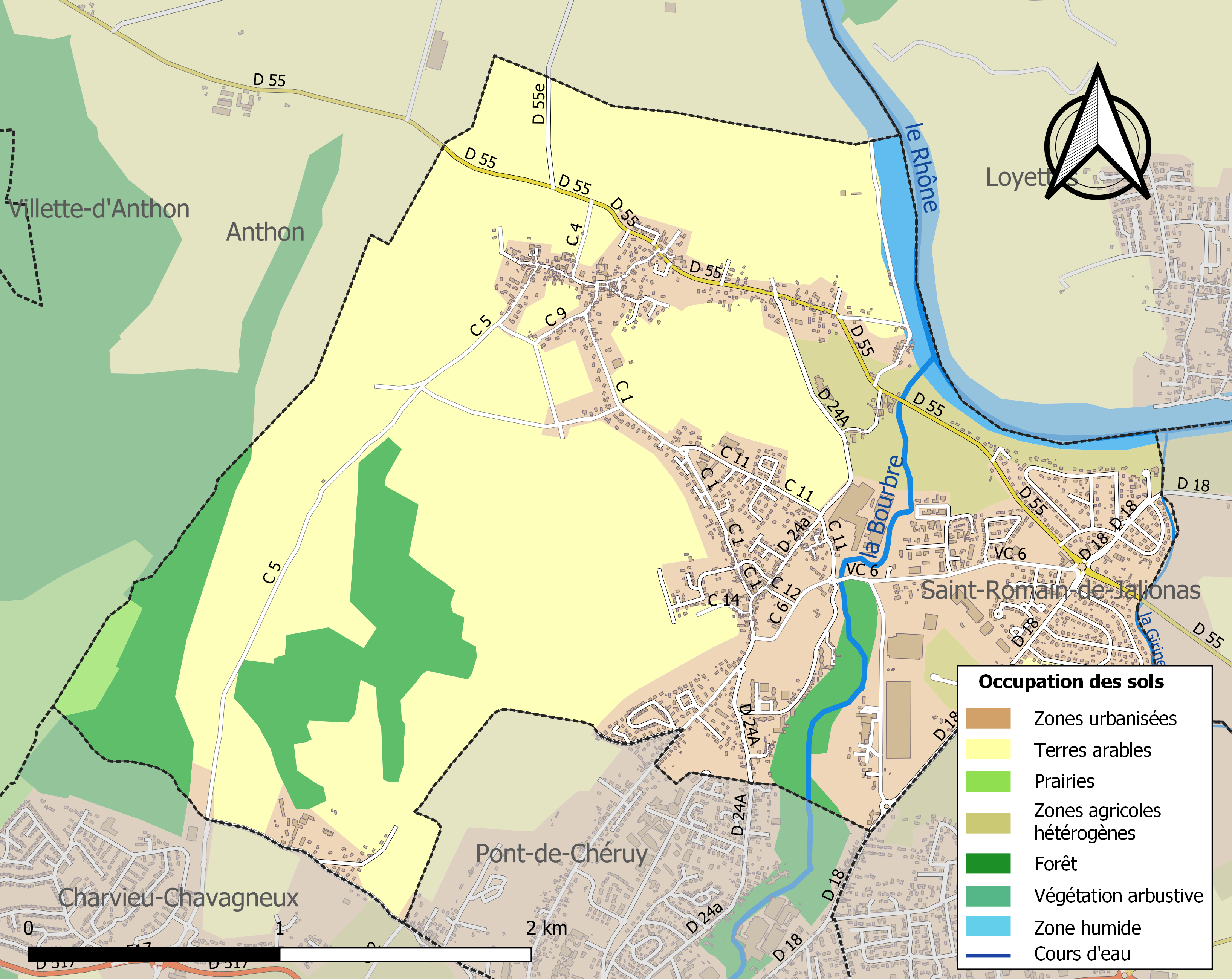
Kaart van de gemeente met de belangrijkste infrastructuur, bodemgebruik en omliggende gemeenten

## Demografie
Onderstaande figuur toont het verloop van het inwonertal (bron: INSEE-tellingen).